# ارل کلارک
ارل کلارک (انگلیسی: Earl Clark؛ زادهٔ ۱۷ ژانویهٔ ۱۹۸۸) بازیکن بسکتبال اهل ایالات متحده آمریکا است.
از باشگاه‌هایی که در آن بازی کرده‌است می‌توان به اورلندو مجیک، فینیکس سانز، نیویورک نیکس، لس آنجلس لیکرز، و بروکلین نتس اشاره کرد.